# Edmondia
Edmondia é um género botânico pertencente à família Asteraceae.